# 薩博XWD
紳寶XWD是 Cross-Wheel Drive的縮寫，XWD同時也被稱為瀚德四代系統 (Haldex Generation 4)。是生產高階四輪驅動系統的Haldex公司與紳寶汽車合作的產品。它是一種可以先發制人的智慧化的恆時四輪驅動系統，可以在輪胎打滑前改變扭距分配防止打滑的發生。
為了達到最佳的汽車起跑效率，Saab XWD可以完全的鎖定前後輪軸。而在巡航時，可以將後輪的扭力降低到4%，提供最經濟的燃油效率。同時為了確保在緊急時刻有足夠的牽引力，XWD系統可以在一秒內將扭力分配至後輪。利用兩個連軸器的XWD系統，甚至可以將85%的扭力傳送到單一個後輪。這種在後輪間轉移外側扭力的能力類似於三菱 (Mitsubishi)的超級主動偏航控制 (Super Active Yaw Control)以及本田 (Honda/Acura)的SH-AWD（Super Handling-All Wheel Drive）ECU會不斷的蒐集來自車載系統的資訊，以及配合ESP，ABS和TCS系統來計算最優化的的扭力分布。
XWD系統率先搭載於2008年的限量版的Saab Turbo X車型，而且配備了電子控制的限滑差動器 (eLSD)，並逐漸搭載在2009年式的Saab 9-3(sedan與combi車型)。XWD也是Saab 9-3X、2010年的第二代Saab 9-5以及2011年Saab 9-4X的標準傳動系統。而且XWD系統也會用於Opel Insignia車型。
雖然瀚德四代系統在2009年開始會提供給其他汽車廠使用，不過XWD這個暱稱為Saab所有，所以XWD這個名稱將不會被其他車廠使用。